# Улица Рылеева (Киев)
Улица Рылеева — улица в Подольском районе города Киева, местности Куреневка, Сырец. Проходит от Кирилловской улицы до Петропавловской улицы.
Присоединяются улица Копыловская, переулок Рылеева, Захаровская, переулки Радужный и Артезианский, улицы Шполянская и Верболозная.

## История
Улица возникла в середине XIX века, состояла из Казарменного и Новоказарменного переулков (от рекрутских казарм). На картосхемах фигурирует как Казарменный переулок. До 1930-х годов простиралась только до Шполянской улицы, в 1940-50-х годах достигла современной длины. Во время немецкой оккупации города в 1942—1943 годах — Цвайте-Регимент-Инфантериштрасе (нем. 2. Regiment Infanterie Str., рус. улица Второго пехотного полка), под названием подразделения Вермахта, которое было расквартировано неподалеку, в помещении школы № 123 (Копыловская улица, 23).
В 1953 году 711-я Новая улица получила современное название, в честь русского поэта и революционера-декабриста Кондрата Рылеева. В 1955 году к ней были присоединены Казарменный и Новоказарменный переулки, которые вместе получили название улица Рылеева.
Дом № 115/1 получил повреждения (выбиты стекла, поврежден фасад) 14 марта 2022 года в результате падения обломков российской крылатой ракеты во время полномасштабного вторжения РФ в Украину. Погиб один человек, почти полностью уничтожен троллейбус, стоявший на углу улиц Рылеева и Кирилловской, существенно повреждены торговые киоски в начале улицы (парная сторона).